# 국제 사이클 연맹
국제 자전거 경기 연합(프랑스어: Union Cycliste Internationale, UCI)은 국제 올림픽 위원회에서 자전거 경기의 국제 연합체로 인정받은 단체로, 전 세계 자전거 대회를 관리한다. 1900년에 설립되었다. 국제 사이클 연맹 등으로 부른다. 세계 자전거 경기 선수권 대회를 주최한다. 대한사이클연맹은 1947년 6월에 가입했다.

## 설립 목적
- 여덟 종류의 전 세계 자전거 경기를 집행하고 주관한다. (도로 자전거, 경주 자전거, 산악 자전거, BMX, 패러 사이클링, 사이클로크로스, 트라이얼, 실내 자전거 경기 등)
- 자전거 타기를 발전시켜, 각국 연합 단체와 긴밀한 협의로 선수들간 공정한 경쟁을 통한 체력을 향상시키고 건강을 증진시킬 뿐아니라, 교통수단이나 건강한 여가 생활로 즐길 수 있도록 노력한다.

## 하는 일
- UCI 세계 선수권 대회와 UCI 월드컵 조직
- 국제 올림픽 위원회와 협조하여 올림픽 대회에서 자전거 대회 운영
- 국제 자전거 경기 대회 일정 조정
- 자전거 경기 규칙을 조정하고 발전시킴

## 역사
- 1893년 : 경주 자전거 첫 세계 선수권 대회 개최
- 1896년 : 첫 근대 올림픽 대회, 자전거 경기가 포함됨
- 1900년 4월 14일 : 벨기에, 프랑스, 이탈리아, 스위스, 미국이 모여 파리에서 국제 연합체 창설
- 1927년 : 첫 도로 세계 선수권 대회 개최
- 1950년 : 첫 사이클로크로스 세계 선수권 대회 개최
- 1956년 : 첫 실내 자전거 경기 선수권 대회 개최
- 1965년 : 국제 비전문가 자전거 경기 연합(International Amateur Cycling Federation, FIAC) 및 국제 프로 자전거 경기 연합(International Professional Cycling Federation, FICP) 탄생
- 1984년 : 첫 트라이얼 세계 선수권 대회 개최
- 1990년 : 첫 공식 세계 산악 자전거 선수권 대회 개최
- 1993년 : 첫 공식 BMX 세계 선수권 대회 개최
- 1996년 : 산악 자전거 경기가 올림픽 종목이 됨
- 2000년 : 경륜 경기가 올림픽 종목이 됨
- 2008년 : BMX가 올림픽 종목이 됨